# Campeonato Mundial de Patinação Artística no Gelo de 1939
O Campeonato Mundial de Patinação Artística no Gelo de 1939 foi a trigésima sétima edição do Campeonato Mundial de Patinação Artística no Gelo, um evento anual de patinação artística no gelo organizado pela União Internacional de Patinação (em inglês:  International Skating Union) onde os patinadores artísticos competem pelo título de campeão mundial. Nesta edição as competições individual masculina e de duplas foram disputadas entre os dias 17 de fevereiro e 19 de fevereiro, na cidade de Estocolmo, Suécia; e a competição individual feminina foi disputada entre os dias 11 de fevereiro e 12 de fevereiro, na cidade de Praga, Tchecoslováquia.
Os patinadores austríacos Edi Rada, Emmy Puzinger, Anita Wägeler, Ilse Pausin e Erich Pausin representaram a Alemanha, e Herbert Alward representou a Hungria.

## Eventos
- Individual masculino
- Individual feminino
- Duplas

## Medalhistas
| Evento                        | Ouro                                 | Prata                                 | Bronze                               |
| Individual masculino detalhes | Graham Sharp · Reino Unido           | Freddie Tomlins · Reino Unido         | Horst Faber · Alemanha               |
| Individual feminino detalhes  | Megan Taylor · Reino Unido           | Hedy Stenuf · Estados Unidos          | Daphne Walker · Reino Unido          |
| Duplas detalhes               | Maxi Herber · Ernst Baier · Alemanha | Ilse Pausin · Erich Pausin · Alemanha | Inge Koch · Günther Noack · Alemanha |

## Resultados

### Individual masculino
| Pos.              | Nome             | Nacionalidade | Pontos |
| ----------------- | ---------------- | ------------- | ------ |
| Medalha de ouro   | Graham Sharp     | Reino Unido   | 5      |
| Medalha de prata  | Freddie Tomlins  | Reino Unido   | 11     |
| Medalha de bronze | Horst Faber      | Alemanha      | 15     |
| 4                 | Edi Rada         | Alemanha      | 24     |
| 5                 | Herbert Alward   | Hungria       | 27     |
| 6                 | Elemér Terták    | Hungria       | 25     |
| 7                 | Kristof Kallay   | Hungria       | 36     |
| 8                 | Franz Loichinger | Alemanha      | 39     |
| 9                 | Per Cock-Clausen | Dinamarca     | 43     |
| 10                | Max Bindea       | Romênia       | 52     |
| 11                | Alfred Hirv      | Polônia       | 53     |

### Individual feminino
| Pos.              | Nome                    | Nacionalidade   | Pontos |
| ----------------- | ----------------------- | --------------- | ------ |
| Medalha de ouro   | Megan Taylor            | Reino Unido     | 5      |
| Medalha de prata  | Hedy Stenuf             | Estados Unidos  | 14     |
| Medalha de bronze | Daphne Walker           | Reino Unido     | 15     |
| 4                 | Lydia Veicht            | Alemanha        | 18     |
| 5                 | Eva Nyklova             | Tchecoslováquia | 27     |
| 6                 | Emmy Putzinger          | Alemanha        | 29     |
| 7                 | Marta Musilek           | Alemanha        | 37     |
| 8                 | Gladys Jagger           | Reino Unido     | 35     |
| 9                 | Gerd Helland-Bjørnstad  | Noruega         | 52     |
| 10                | Anne-Marie Saether      | Noruega         | 53     |
| 11                | Anita Wägeler           | Alemanha        | 54     |
| 12                | Turid Helland-Bjørnstad | Noruega         | 57     |
| 13                | Britta Rahlen           | Suécia          | 52     |
| 14                | Jacqueline Bossoutrot   | França          | 65     |
| 15                | Zdenka Porgesova        | Tchecoslováquia | 75     |

### Duplas
| Pos.              | Nome                                       | Nacionalidade | Pontos |
| ----------------- | ------------------------------------------ | ------------- | ------ |
| Medalha de ouro   | Maxi Herber / Ernst Baier                  | Alemanha      | 8      |
| Medalha de prata  | Ilse Pausin / Erich Pausin                 | Alemanha      | 13     |
| Medalha de bronze | Inge Koch / Günther Noack                  | Alemanha      | 24     |
| 4                 | Piroska Szekrényessy / Attila Szekrényessy | Hungria       | 32     |
| 5                 | Violet Cliff / Leslie Cliff                | Reino Unido   | 38     |
| 6                 | Pierette Dubois / Paul Dubois              | Suíça         | 44.5   |
| 7                 | Nadine Szilassy / Ferenc Kertész           | Hungria       | 48     |
| 8                 | Erika Bass / Béla Barcza                   | Hungria       | 51     |
| 9                 | Stephanie Kalusz / Ervin Kalusz            | Polônia       | 62.5   |
| 10                | Sylva Palme / Paul Schwab                  | Iugoslávia    | 64     |

## Quadro de medalhas
| Ordem | País           | Medalha de ouro | Medalha de prata | Medalha de bronze |   | Ordem por total |
| ----- | -------------- | --------------- | ---------------- | ----------------- | - | --------------- |
| 1     | Reino Unido    | 2               | 1                | 1                 | 4 | 1               |
| 2     | Áustria        | 1               | 1                | 2                 | 4 | 1               |
| 3     | Estados Unidos |                 | 1                |                   | 1 | 3               |
| TOTAL | TOTAL          | 3               | 3                | 3                 | 9 | —               |